# 李昌勋 (1980年)
李昌勋（韓語：이창훈，1980年4月28日—），韩国男演员、舞台剧演员。2005年通过舞台剧《Goodbye Song》出道，在剧场通过众多作品证明了自己的演技实力。2019年出演的tvN电视剧《Black Dog》是其入行15年来的首部主演作品，2022年凭借电视剧《Tracer》获得MBC演技大奖男配角奖。

## 演出作品

### 劇集
- 2018年：JTBC《經常請吃飯的漂亮姐姐》饰演 崔重模
- 2018年：JTBC《Sky Castle》饰演 崔警官
- 2019年：MBC《春夜》饰演 朴荣宰
- 2019年：tvN《Black Dog》饰演 裴明修
- 2020年：tvN《青春紀錄》饰演 李泰洙
- 2021年：SKY饰演 作家
- 2022年：MBC、WAVVE（朝鲜语：WAVVE）《Tracer》饰演 柳勇信
- 2023年：JTBC《代理公司》饰演 韩炳洙[5]
- 2023年：tvN《有益的欺詐》飾演 朴奎
- 2023年：JTBC《歡迎來到王之國》飾演 警員（特別出演）
- 2024年：SBS《聯結》饰演 化学企业宣传组长（特别出演）
- 2025年：tvN《機智住院醫生生活》飾演 柳宰輝

### 电影
- 2007年：短片《休息十分钟》饰演 宋亨锡
- 2008年：短片《真实的炳汉先生》饰演 姘夫
- 2009年：饰演 产业保安组要员
- 2010年：《爸爸喜欢女人（朝鲜语：아빠가 여자를 좋아해）》饰演 副导演
- 2010年：《伴我走天涯2》饰演 兽医2
- 2010年：饰演 搜查官之一
- 2011年：《委托人（朝鲜语：의뢰인 (2011년 영화)）》饰演 道具室工作人员
- 2012年：饰演 急诊医生
- 2014年：饰演 东宇
- 2014年：饰演 正式职员
- 2015年：饰演 研究员
- 2015年：饰演 外部记者
- 2017年：饰演 表检察官
- 2019年：《老千：獨眼傑克》
- 2019年：饰演 梁润植
- 2021年：《三姐妹》饰演 故乡牧师（友情出演）
- 2021年：饰演 作家

### 舞台剧
- 2005年：《Goodbye Song》
- 2009年：《白忙》
- 2009年：《被遗弃的玩偶》
- 2009年：《只是青春》
- 2011年：《海鸥》
- 2011年：《Wonderful Day》
- 2012年：《古老的孩子》
- 2013年：《兄弟之夜》
- 2013年：《14人 切霍普》
- 2013年：《客运站》
- 2014年：《愉快的女仆玛丽莎》
- 2014年：《暧昧女孩》
- 2014年：《兄弟之夜》
- 2015年：《春川那边》[6]
- 2015年：《客运站》
- 2016年：《呜呜呜 喜喜喜》
- 2016年：《Double Inside》
- 2016年：《BEA》
- 2017年：《弗罗森》
- 2017年：《屋顶田里的辣椒为什么》
- 2017年：《14人 切霍普》
- 2018年：《屋顶田里的辣椒为什么》
- 2019年：《就算在身边也独自一人》[7]
- 2022年：《我闪耀的一切》[8]

### 音乐剧
- 2008年：《花园游戏 学生府君神位》
- 2015年：《米热里科迪亚》

## 奖项纪录
- 2022年：MBC演技大奖—男配角奖《Tracer》[4]